# Autogenní trénink
Autogenní trénink je relaxační technika, kterou vytvořil a rozvinul německý psychiatr Johannes Heinrich Schultz (1884–1970). Využívá sugesce k navození určitých tělesných stavů, které vedou k uvolnění organismu a mysli, tzv. relaxaci.

## Popis
Nácvik autogenního tréninku jako relaxační psychoterapeutické metody je základem pro uplatnění dalších terapeutických autosugescí a prožitků. Nižší stupeň spočívá v navození 6 pocitů:
- tíhy v končetinách,
- tepla v končetinách,
- klidného dechu,
- pravidelné srdeční činnosti,
- pocitu tepla v nadbřišku,
- chladného čela.

Zpočátku se tyto pocity navozují pod vedením terapeuta, vlastní autogenní trénink se provádí autosugestivními formulemi, např. „paže a nohy jsou těžké“ atd. Lze je provádět individuálně, kdy je výhodnou větší individualizace postupu, nebo častěji kolektivně, kdy působí skupinová sugestivní atmosféra. Usnadňuje regulaci svalového a současně psychického napětí a umožňuje lépe ovládat některé vegetativní funkce. Jeho průběh je individuálně různý, má individuální variace. Pod vedením terapeuta si pacienti vkládají do autogenního tréninku osobní formule, „hesla“, „předsevzetí“, zaměřené na zvládání potíží a problémů, např. „budu klidnější a výkonnější“, „cigarety jsou mi lhostejné“. Formule, jak příklad naznačuje, mají být pozitivní, povzbuzující, ne negativní a potlačující. Vzhledem k tomu, že mozek má tendence vypouštět předponu "ne", je potřeba používat vhodné formulace. Např. u pacientů závislých na alkoholu, hazardní hře, či drogách se tedy nedoporučuje používat formulace jako „nechci pít“, „nechci brát drogy“, „nechci hrát“, neboť často dochází k přeformulaci na „chci pít“, „chci hrát“... Cvičí se jednou až třikrát denně, pravidelnost se považuje za významnější než frekvence. Poloha vsedě je méně náročná prostorově a provozně, hodí se do ambulantních podmínek, poloha vleže je vhodná při hospitalizaci před spánkem. Většinou se uvádí, že první účinky autogenního tréninku se projeví cca po třech měsících intenzivního tréninku (každý den půl hodiny).
Vyšší stupeň přechází od tělesných pocitů a relaxace k vybavení zpočátku jednoduchých a postupně složitějších senzorických prožitků se spontánním emočním doprovodem až k vnitřní meditaci o vlastní osobě. Příklady:
- vyvolání představy barvy,
- představa předmětu,
- představa sebe sama v zrcadle, spojená s meditací o sobě a vlastních problémech,
- autosugestivně fantasijní „cesta na mořské dno“.

Je možno zařadit také „předsevzetí“. Prožitky vyššího stupně mohou mít i diagnostický význam, zvláště mají-li vztah k problémům a vnitřním konfliktům.
Autogenní trénink se používá u takových problémů, jako jsou neurózy, toxikomanie, psychosomatické poruchy, závislosti na cigaretě. Jde o techniku pomocnou, i když významnou a v praxi velmi užitečnou.